# تومي هورفات
تومي هورفات (بالسلوفينية: Tomi Horvat)‏ هو لاعب كرة قدم سلوفيني، ولد في 24 مارس 1999 في موسكا سوبوتا في سلوفينيا.

## وصلات خارجية
- تومي هورفات على موقع الاتحاد الأوربي (الإنجليزية)
- تومي هورفات على موقع قاعدة بيانات كرة القدم.إي يو (الإنجليزية)
- تومي هورفات على موقع Soccerway.com (الإنجليزية)
- تومي هورفات على موقع عالم كرة القدم.نت (الإنجليزية)